# Timberjack

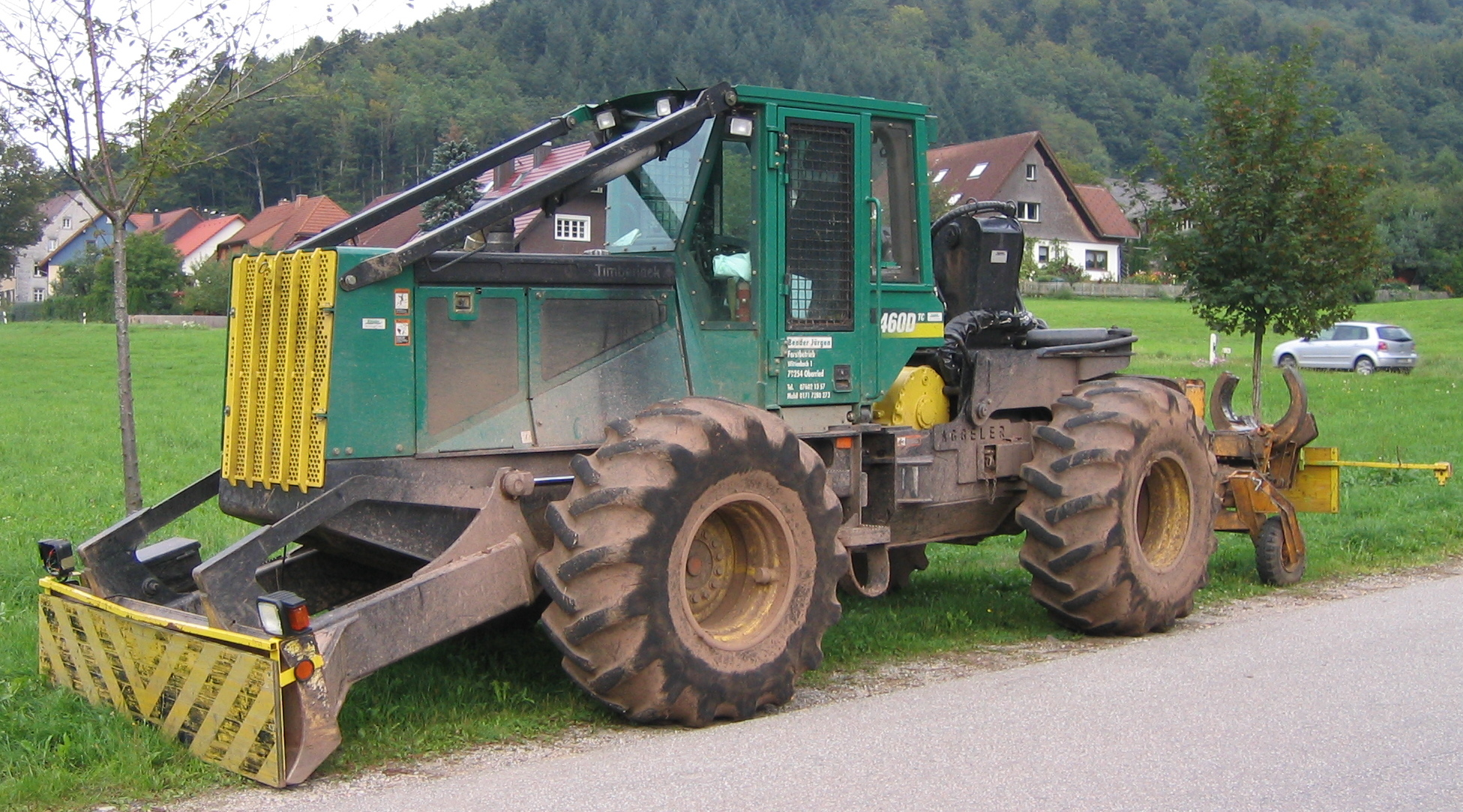
Timberjack 460D^{TC}

Timberjack var en av världens största tillverkare av skogsmaskiner för både kortvirkes- och helstamsmetoden. 
Företaget, som år 2000 förvärvades av det amerikanska företaget John Deere, kan spåra sitt ursprung till finländska Lokomo, som grundades 1915. Under 1970- och 1980-talet genomfördes ett antal företagssammanslagningar under ledning av finländska Rauma–Repola Oy med dotterföretaget Lokomo, med bland andra Kockums skogsmaskindivision i Söderhamn, ÖSA och Bruun system. 
År 1989 förvärvade Rauma–Repola den kanadensiska skogsmaskintillverkaren Timberjack, vilket namn därefter användes på alla marknader.
Timberjacks varumärke med en sittande åsna i logotypen för skogsmaskiner försvann under 2005. Maskinerna marknadsförs idag under namnet John Deere, med det varumärke som används av detta företag.